# Stormblåst MMV
Stormblåst MMV es un álbum de la banda noruega de black metal sinfónico Dimmu Borgir, realizado el 11 de noviembre de 2005 por medio de la discográfica Nuclear Blast. Es un relanzamiento de la versión de 1996 del álbum Stormblåst. El álbum fue regrabado en su totalidad por Silenoz y Shagrath con la aparición de Hellhammer y Mustis. El álbum también incluye dos nuevas canciones de estudio, "Sorgens kammer – Del II" y "Avmaktslave". El álbum incluye también un DVD con cinco canciones en vivo en el Ozzfest 2004 y en la versión americana incluye un parche de tela.

## Material eliminado
La canción Sorgens Kammer fue tomada del videojuego Agony. La banda no sabía sobre esto hasta el año 2004 cuando fueron contactados por el creador del juego. El tecladista que editó el álbum en la edición original, Stian Aarstad les confirmó lo sucedido, y como resultado la canción se dejó fuera del álbum, siendo remplazada por Sorgens Kammer Del-II.. También el intro de la canción "Alt lys er svunnet hen" se parecía en su totalidad a "Sacred Hour" del grupo Magnum, por lo tanto el intro en la canción fue retirado de esta.

## Lista de canciones
1. "Alt lys er svunnet hen" ("All Light Has Faded Away") 	4:44
2. "Broderskapets ring" ("The Ring of Brotherhood") 	5:30
3. "Når sjelen hentes til Helvete" ("When the Soul is Brought to Hell") 	4:43
4. "Sorgens kammer – del II" ("Chamber of Sorrow - part II") 	5:51
5. "Da den Kristne satte livet til" ("When the Christian Lost His Life") 	3:03
6. "Stormblåst" ("Stormblown") 	6:10
7. "Dødsferd" ("Journey of Death") 	5:42
8. "Antikrist" ("Antichrist") 	3:36
9. "Vinder fra en ensom grav" ("Winds from a Lonely Grave") 	4:00
10. "Guds fortapelse - Åpenbaring av dommedag" ("God's Perdition - Revelation of Judgment Day") 	4:01
11. "Avmaktslave" ("Slave of Impotency" or "Powerlessness") 	3:54

## Bonus DVD – en vivo en el Ozzfest
1. "Spellbound (By the Devil)"   	4:20
2. "Vredesbyrd" ("Burden of Wrath") 	4:48
3. "Kings of the Carnival Creation"   	8:07
4. "Progenies of the Great Apocalypse"   	5:25
5. "Mourning Palace"   	5:45

## Integrantes
- Shagrath – vocalista líder, guitarra y bajo
- Silenoz – voz, guitarra y bajo

### Invitados
- Mustis – teclado, piano
- Hellhammer – batería

### Miembros en vivo en el Ozzfest
- Shagrath – voz
- Silenoz – guitarra
- Galder – guitarra líder
- ICS Vortex – bajo, voces limpias
- Mustis – teclado, piano
- Tony Laureano – batería

## Posiciones en listas
| Año  | Álbum          | Lista                                | Posición |
| ---- | -------------- | ------------------------------------ | -------- |
| 2005 | Stormblåst MMV | Lista oficial de álbumes en Noruega  | N.º 24   |
| 2005 | Stormblåst MMV | "Heatseekers"                        | N.º 34   |
| 2005 | Stormblåst MMV | "Top Independent Albums"             | N.º 38   |
| 2005 | Stormblåst MMV | Lista oficial de álbumes en Alemania | N.º 87   |
| 2005 | Stormblåst MMV | Lista oficial de álbumes en Francia  | N.º 183  |